# Museum Moderner Kunst Stiftung Ludwig Wien
Le MUseum MOderner Kunst Stiftung Ludwig Wien, dont l'acronyme est mumok, est un musée situé dans le MuseumsQuartier à Vienne, en Autriche.
Le musée possède une collection de 10 000 œuvres d'art moderne et contemporain, notamment des œuvres majeures d'Andy Warhol, de Pablo Picasso, de Joseph Beuys, de František Kupka, de Nam June Paik, de Wolf Vostell, de Gerhard Richter, de Jasper Johns et de Roy Lichtenstein.  
Plus de 230 œuvres d'art ont été remises au musée par l'industriel et collectionneur d'art allemand Peter Ludwig (de) et son épouse Irene (de) en 1981.   

## Histoire
Le mumok est inauguré le 20 septembre 1962 dans la 20er Haus (l'ancien pavillon autrichien de l'Exposition universelle de 1958 à Bruxelles). Le directeur fondateur étant Werner Hofmann. En quelques années, il réussit à acquérir d'importantes œuvres du modernisme classique et à élargir la collection. 
De 1979 à 1989, l'historien de l'art Dieter Ronte est à la tête du musée. Le 26 avril 1979, le palais Liechtenstein à Vienne-Alsergrund est loué à titre de deuxième bâtiment d'exposition. 
En 1977, Hans Mayr, en tant que président de la Künstlerhaus de Vienne, organise une exposition d'œuvres d'art moderne issues de la collection du couple d'Aix-la-Chapelle, Irene (de) et Peter Ludwig (de). Au cours de l'exposition, le couple de collectionneurs accepte de donner à Vienne certaines de ses œuvres. Un comité mis en place par le ministre fédéral autrichien de l'époque, Hertha Firnberg, mène des négociations avec le couple Ludwig. Le musée doit quelque 230 œuvres de sa collection internationale au patronage du couple de collectionneurs allemands, dont des œuvres importantes de Pablo Picasso, Robert Rauschenberg, Andy Warhol et Gerhard Richter. 
Le 15 septembre 2001, le mumok est rouvert au MuseumsQuartier de Vienne. Le bâtiment cubique en roche volcanique, conçu par les architectes Ortner & Ortner, offre un espace d'exposition de 4 800 m² pour les œuvres principales de la collection d'art moderne et contemporain, qui compte aujourd'hui environ 9 000 pièces. En octobre 2010, Karola Kraus a pris la direction du musée.